# Hedysarum santalaschi
Hedysarum santalaschi är en ärtväxtart som beskrevs av Boris Fedtjenko. Hedysarum santalaschi ingår i släktet buskväpplingar, och familjen ärtväxter. Inga underarter finns listade i Catalogue of Life.